# Château de Clagny

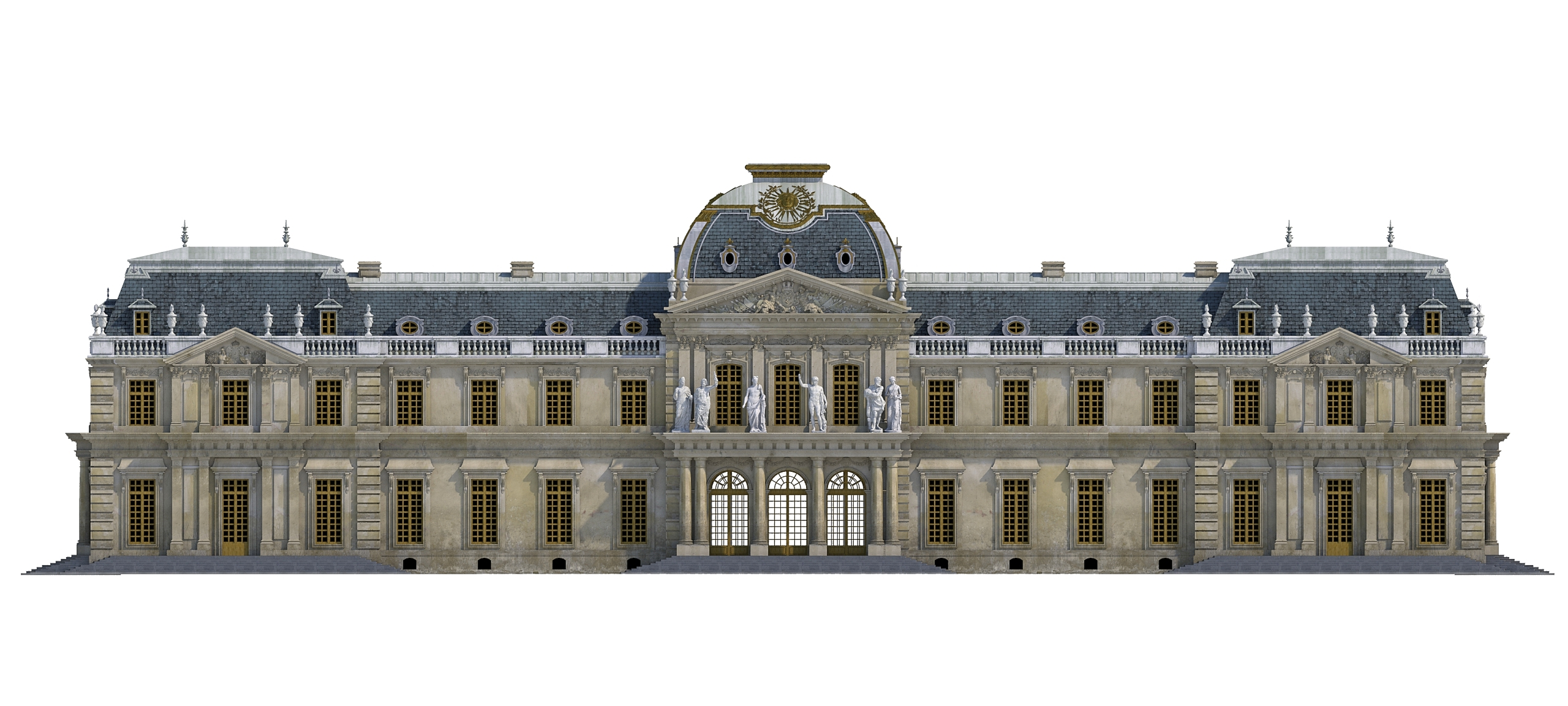
Chateau de Clagny.

Château de Clagny var ett slott nära Versailles i Frankrike.  Det var ett kungligt slott mellan 1665 och 1769. 
Slottet uppfördes mellan 1674 och 1680. Ludvig XIV gav det 1685 till Madame de Montespan, som bodde där till att hon 1692 bosatte sig i ett kloster. Det ärvdes 1707 av hennes son Louis Auguste de Bourbon, hertig av Maine, som bodde där till sin död 1736, och därefter av hans son, som avled 1766, varefter slottet återgick till kungahuset. Kungafamiljen såg ingen användning för det, och det revs 1769. 